# Tetrathyrium subcordatum
Tetrathyrium subcordatum là một loài thực vật thuộc họ Hamamelidaceae. Loài này có ở Trung Quốc và Hồng Kông.